# ハッグ
ハッグまたはハグ（Hag）は、イギリスの伝承に登場する怪しい老婆である。
精霊、妖精、あるいは悪霊であるともされる。
鬼婆や妖婆とも翻訳され、意地の悪い、あるいはしばしば醜い、老婆の姿で表される。
その性質は魔女に近く、眠っている者に悪夢を見せることが出来るとされる。
ただし、魔女はあくまでも人間の一種であるが、ハッグは精霊などの一種である。
また、人を食べる者もいるという。
ヘンゼルとグレーテルの物語に登場した老婆もこのハッグであるとされる。